# Édgar Sosa
Édgar Sosa est un boxeur mexicain né le 23 août 1979 à Mexico.

## Carrière
Il devient champion du monde des poids mi-mouches WBC le 14 avril 2007 en battant aux points Brian Viloria puis conserve 10 fois sa ceinture entre 2007 et 2009.
Le 4 avril 2009, il stoppe au 4e round le boxeur thaïlandais Pornsawan Porpramook, le 20 juin Carlos Melo par KO au 5e round et le 15 septembre Omar Soto par KO au 6e round. Le 21 novembre 2009, à l'occasion de la 11e défense de son titre, Sosa est battu à la seconde reprise par le philippin Rodel Mayol.
Après la perte de son titre, Sosa dispute et gagne 6 combats avant de défier le nouveau champion thaïlandais Pongsaklek Wonjongkam mais il est battu par décision unanime. Il combat à nouveau à six reprises pour autant de victoires (notamment contre les anciens champions Giovanni Segura et Ulises Solis) avant d'être à son tour battu par le champion Japonais Akira Yaegashi sur décision unanime.  Il gagne ses deux combats suivants avant de défier le nouveau champion WBC qui vient de détrôner Yaegashi, le nicaraguayen Roman Gonzalez. Il est alors sévèrement battu en deux rounds le 16 mai 2015.